# Киннгуата-Кууссуа
Киннгуата-Кууссуа — река в коммуне Кекката, Гренландия.
Исток реки находится на леднике Расселл на высоте 115 метров над уровнем моря. Длина реки — 31 километр, общее направление течения — с востока-юго-востока на запад-северо-запад. Крупнейший приток — Акулиарусиарсууп-Кууа (после этого слияния Киннгуата-Кууссуа также известна под названием Уотсон-Ривер), также берущая своё начало на леднике Расселл. Последние сотни метров Киннгуата-Кууссуа формирует юго-восточную границу поселения Кангерлуссуак, впадает река в Кангерлуссуак-фьорд. Питание реки почти полностью от таяния ледника, так как дожди в регионе бывают редко. В верхнем и среднем течении река широка: расстояние от берега до берега доходит до 2,3 километра, затем она очень сильно сужается и ширина её устья составляет всего около 15 метров (под автомобильным мостом). Киннгуата-Кууссуа образует долину, ограниченную с севера бесплодной равниной с зыбучими песками (также обширные пространства зыбучих песков расположены у устья Акулиарусиарсууп-Кууа); с юга же расположена холмистая тундра.
В летнее время Киннгуата-Кууссуа склонна к наводнениям, в том числе к внезапным. Например, так случилось 31 августа 2007 года, когда одно из непостоянных озёр талой воды рядом с ледником и истоком реки прорвало ледяную преграду и за считанные минуты опорожнилось в реку, что привело к затоплению всей долины.

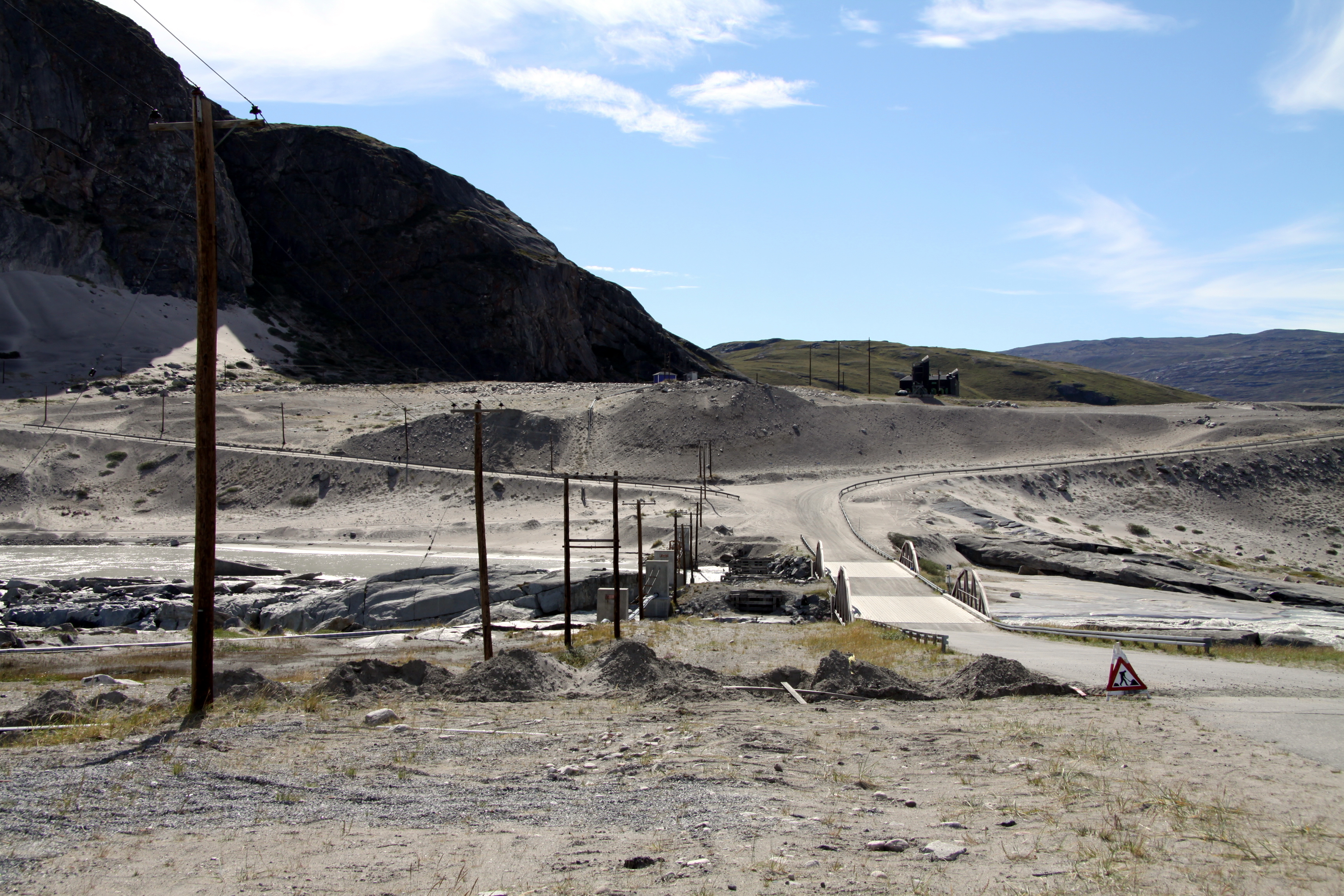
Устье Киннгуата-Кууссуа (под мостом)
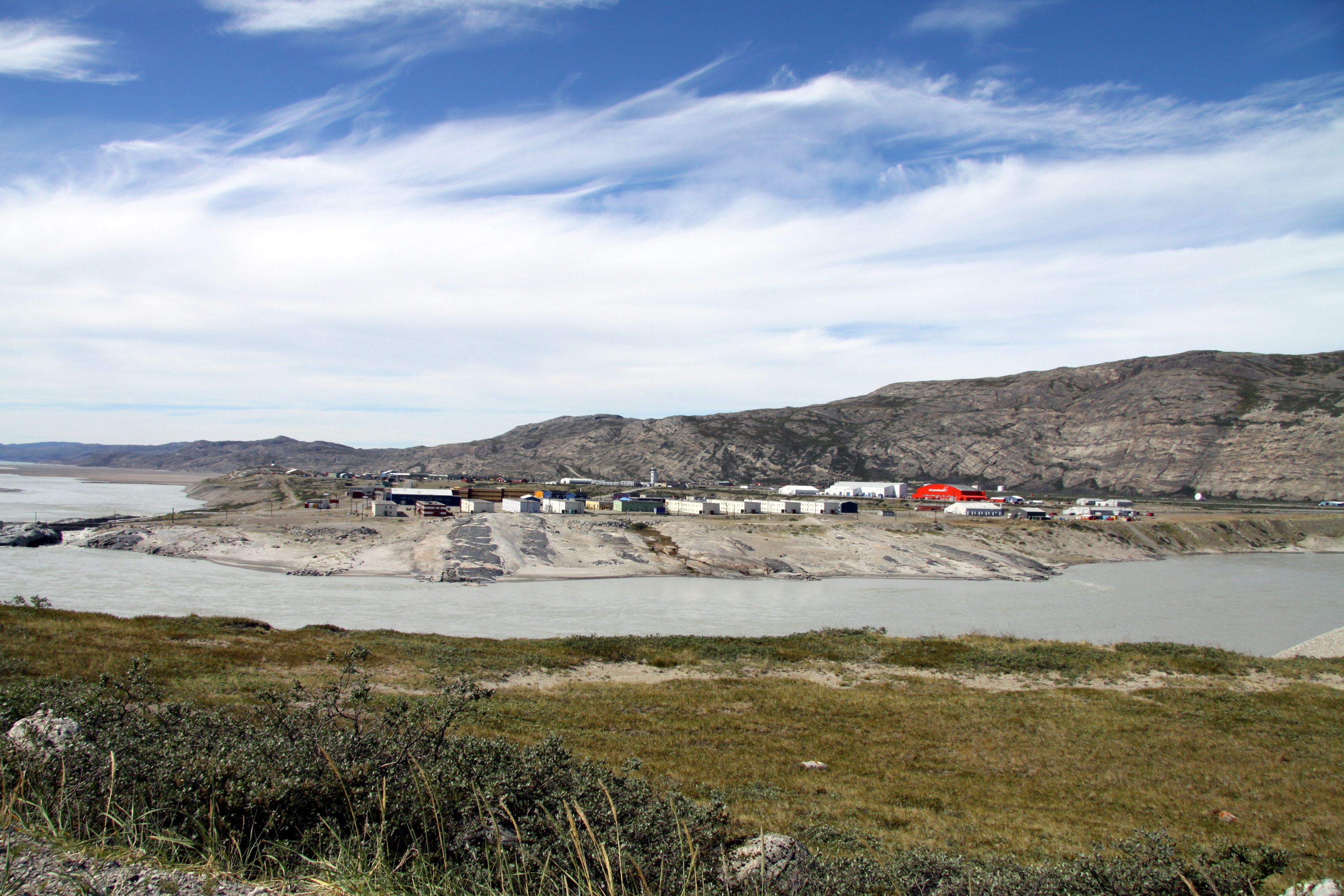
Последние сотни метров Киннгуата-Кууссуа формирует юго-восточную границу поселения Кангерлуссуак